# عبد اللطيف الزين (فنان تشكيلي)
عبد اللطيف الزين (1940 - 2016)، هو فنان تشكيلي مغربي. ويُعد الزين من رواد الفن التشكيلي المغربي، وتتسم أعماله ببعدها التعبيري، ويركز فيها على ثيمات الفلكلور الشعبي المغربي. حاصل على الميدالية الذهبية للأكاديمية الفرنسية للفنون والعلوم والآداب سنة 2004 أحد أبرز رواد فن التشكيل المغربي المعاصر.

## حياته
ولد عام 1940 بمدينة مراكش، وتابع دراسته بالمدرسة العليا للفنون الجميلة بالدار البيضاء، ثم المدرسة الوطنية للفنون الجميلة (باريس).
وفي سنة 1963، شارك في معرض «ألفا سنة من الفن بالمغرب» نظم برواق شاربونتيي في باريس، قبل أن يعرض لوحاته بعد ذلك في المغرب والخارج.
وفي سنة 1990، أسس الفنان التشكيلي فضاء «ترانس آر»، للقاء بين الموسيقى والرقص والغناء والرسم، قبل أن يصبح خبيرا لدى المحاكم في الفنون الجميلة.
وكان الراحل عبد اللطيف الزين الرئيس المؤسس للجمعية الوطنية للفنانين التشكيليين والرئيس المؤسس لنقابة الفنانين التشكيليين المغاربة.

## الجوائز
- حاصل على الميدالية الذهبية للأكاديمية الفرنسية للفنون والعلوم والآداب سنة 2004.

## وفاته
توفي يوم 20 ديسمبر 2016 بمدينة المحمدية (المغرب).